# Données brutes
 (janvier 2015).
Si vous disposez d'ouvrages ou d'articles de référence ou si vous connaissez des sites web de qualité traitant du thème abordé ici, merci de compléter l'article en donnant les références utiles à sa vérifiabilité et en les liant à la section « Notes et références ».

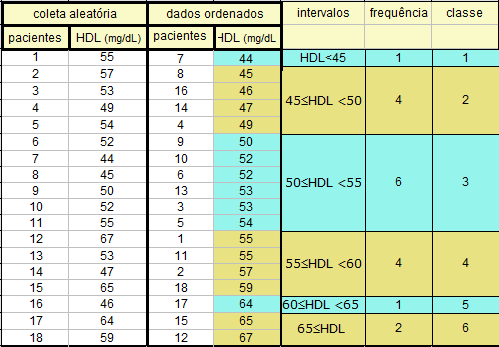
Dans ce tableau, les deux colonnes intitulées « HDL (mg/L) » contiennent des données brutes.

Les données brutes (aussi connu comme données primaires ou raw data en anglais) sont les données non interprétées émanant d'une source primaire, ayant des caractéristiques liées à celle-ci et qui n'ont été soumises à aucun traitement ou toute autre manipulation. 
Les données brutes peuvent être entrées dans un programme informatique ou utilisées dans des procédures manuelles telles que l'analyse statistique d'une enquête. 
Il peut s'agir des données binaires des périphériques de stockage électroniques comme les lecteurs de disque dur.

## Limites
Les données brutes contiennent des informations plus ou moins factuelles. 
Elles sont souvent quantitatives, supposées fiables si l'instrument qui les a produites a été convenablement étalonné et si le processus de collecte n'est pas biaisé et si elles sont correctement contextualisées.
Dans le domaine de la recherche scientifique (où il faut pouvoir répéter une expérience pour la contrôler ou valider), les faits présentés ou validés sans fournir un accès aux données brutes sont de plus en plus soumis à caution. Il devient suspect de ne pas les conserver car depuis quelques années, les coûts de stockage ont diminué et il y a eu une multiplication des scandales portant sur les erreurs des connaissances induites à partir de données brutes.
Cependant, selon Geoffrey C. Bowker (2005), « Nous devons ouvrir le débat – alors qu’il n’en existe aucun de sérieux actuellement – à propos des différentes temporalités, spatialités et matérialités que nous sommes susceptibles de représenter grâce à nos bases de données, avec, en vue, une conception permettant une flexibilité maximum, et autorisant, autant que possible, l’émergence d’une polyphonie et d’une polychronie. L’expression “données brutes” est un oxymore autant qu’une mauvaise idée; au contraire, les données devraient être cuisinées avec soin. ».